# Kūch
Kūch (persiska: کوچ, Kūch-e Now Ferest) är en ort i Iran.   Den ligger i provinsen Khorasan, i den östra delen av landet, 800 km öster om huvudstaden Teheran. Kūch ligger 2 065 meter över havet och antalet invånare är 104.
Terrängen runt Kūch är huvudsakligen kuperad, men åt nordost är den platt.Runt Kūch är det glesbefolkat, med 12 invånare per kvadratkilometer. Närmaste större samhälle är Nowferest, 4,5 km norr om Kūch. Trakten runt Kūch är ofruktbar med lite eller ingen växtlighet.